# Чернецкий, Аркадий Михайлович
Арка́дий Миха́йлович Черне́цкий (род. 8 мая 1950, Нижний Тагил, Свердловская область) — российский политик, член Совета Федерации от Свердловской области (2010—2021), член Президиума Регионального политического совета Свердловского регионального отделения партии «Единая Россия». Глава Екатеринбурга (1992—2010). Первый заместитель председателя Законодательного Собрания Свердловской области.

## Биография
Аркадий Чернецкий родился 8 мая 1950 года в Нижнем Тагиле. Отец — инженер Михаил Михайлович Чернецкий (1919—?), мать — врач-хирург Элеонора Борисовна Чернецкая (1925—2021). Отец был эвакуирован в Нижний Тагил из Харькова с заводом № 183 для работы на Уралвагонзаводе.
В 1967 году окончил среднюю школу № 9 в Нижнем Тагиле с серебряной медалью. В 1972 году окончил металлургический факультет Уральского политехнического института им. С. М. Кирова (УПИ) по специальности инженер-металлург.
В 1972—1974 годах служил в Туркестанском военном округе, воинское звание — лейтенант, командир взвода (ныне — полковник запаса).
В 1974—1987 годах работал в разных должностях (последняя — заместитель директора по производству) на заводе «Уралтрансмаш», в 1987—1992 — генеральный директор завода «Уралхиммаш».
В 1994—1996 годах — депутат Свердловской областной думы. В 1996—2004 годах — депутат Палаты представителей Законодательного собрания Свердловской области, в 1998—2004 годах — председатель Комитета Палаты Представителей по вопросам законодательства и местного самоуправления.
Президент Союза российских городов (2001), вице-президент Конгресса местных властей Российской Федерации. Президент Урало-Сибирского центра ЮНЕСКО.

## Во главе Екатеринбурга
До 1991 года главой Екатеринбурга являлся председатель исполнительного комитета городского совета народных депутатов. В августе 1991 года в стране началась реформа местного самоуправления: исполкомы всех уровней ликвидировались, вместо них создавались администрации. Полномочия по назначению глав областей и областных центров были возложены на президента РФ. В сентябре 1991 года в отставку ушёл председатель горисполкома Екатеринбурга Юрий Новиков, и. о. главы города стал его первый заместитель Виктор Попов.
30 января 1992 года указом президента РФ Бориса Ельцина первым главой администрации Екатеринбурга был назначен Аркадий Чернецкий. С 21 декабря 1995 года — Глава города Екатеринбурга, с 1 января 2006 года — Глава Екатеринбурга.
Как утверждается на сайте администрации Екатеринбурга, по инициативе и под руководством Чернецкого в Екатеринбурге «эффективно реализуется ряд программ, обеспечивающих динамичное развитие городского хозяйства и решение социальных проблем. Это такие программы, как развитие товарного рынка и городского общественного транспорта, сноса ветхого и строительства нового жилья, тепло- и водоснабжения города, развития малого и среднего бизнеса, общественной безопасности и другие».
По мнению администрации Екатеринбурга, предложенная и реализуемая идеология развития города получила убедительную поддержку на выборах главы Екатеринбурга в 1995—2008 годах. В 1995 году Чернецкий получил 70 % голосов, в 1999 — 56 %, в 2003 — 34 % (был проведён второй тур голосования, где Чернецкий получил 54 %), в 2008 — вновь набрал 54 % голосов.
В последние годы деятельность администрации Чернецкого подвергалась резкой критике и вызывала протесты горожан (в том числе видных деятелей культуры и общества) за городскую грязь, дорожные пробки, точечную застройку, уничтожение памятников, утрату городом исторического лица и т. п.
В 1995 году Чернецкий был признан одним из победителей Всероссийского конкурса «Российский мэр-95».

## Критика деятельности в качестве главы Екатеринбурга

### Уборка улиц
Каждый год весеннее таяние снега на улицах приводит к образованию слоя жидкой грязи, покрывающей улицы города. Заслуженный артист России актёр С. Садальский, чьи гастроли в 2007 году в городе пришлись как раз на этот период года, даже обратился во время интервью на местном телеканале с обращением к Главе города: «Чернецкий, не позорься! Помой город!». Он также советовал жене Аркадия Михайловича купить три машины для мытья улиц.
В 2008 году этот же вопрос был поднят сатирическим киножурналом Фитиль, который снял ролик под названием «Грязьбург». Сам А. М. Чернецкий утверждал, что этот и последующий (про размещение жилого дома на месте бывшего еврейского кладбища) ролики «Фитиля» были заказаны некоторыми политическими силами. В ответ «Фитиль» снял ещё один ролик, посвященный плохому состоянию дорожного покрытия на окраинах города.

### Инвестиции, банковская сфера, торговля
По инициативе Чернецкого в Екатеринбурге был создан один из первых в России муниципальных банков. Как утверждается на сайте администрации Екатеринбурга, «подходы городского руководства к сотрудничеству с хозяйствующими субъектами обеспечивают Екатеринбургу высокую инвестиционную привлекательность для частных отечественных и зарубежных инвесторов».
По данным на 2008 год, обеспеченность торговыми площадями в Екатеринбурге составляла 701 квадратный метр на тысячу жителей, что было несколько меньше от Москвы, но значительно опережало другие города России. В январе 2008 года Чернецкий подписал распоряжение о начале реализации проектов «Центральная торговая зона» и «Торговые узлы Екатеринбурга», поставив задачу выйти к 2010 году на цифру 1500 квадратных метров на тысячу жителей по обеспеченности торговыми площадями.
При этом промышленная составляющая экономики города непрерывно сокращается. Были полностью снесены и застроены жилыми домами такие заводы как «Уралобувь», «Спортобувь», «Свердловский подшипниковый завод».
Также по инициативе Аркадия Чернецкого в ноябре 1994 года в целях привлечения и накопления инвестиционных вложений на строительство жилья в Екатеринбурге был осуществлен выпуск облигаций муниципального жилищного займа. Позднее выпуски облигаций производились в сентябре 1995 года и в феврале 1996 года.

### Детские сады
Одним из вопросов, по которому часто критикуют А. М. Чернецкого, стал вопрос обеспеченности детей Екатеринбурга местами в детских садах.
К концу 1990 года в Екатеринбурге было 629 детских садов, к концу 1991 года — 619. Чернецкий стал главой города в январе 1992 года. В 1990-е годы рождаемость в городе резко снизилась и острой нужды в детских садах не было, а удачное расположение превратило их здания в привлекательные объекты недвижимости. А. М. Чернецким как главой города стала проводиться политика продажи зданий детских садов коммерческим структурам или перепрофилирования их под государственные учреждения. Такая деятельность была существенно ограничена законом о приватизации, поэтому в начале 1995 года в Екатеринбурге ещё насчитывалось 469 дошкольных учреждений на 57 000 мест. В 1996 году ограничения были ослаблены, и процесс приватизации зданий детских садов интенсифицировался.
На фоне постоянного снижения числа детских садов начавшийся в конце 1990-х годов рост рождаемости привёл к образованию дефицита мест в дошкольных образовательных учреждениях Екатеринбурга. Несмотря на это, детские сады продолжали закрываться и в 2000-е годы, их число сокращалось вплоть до 2004 года, что только увеличивало очередь.
В 2004 году очередь составила 8 тысяч детей.
По официальным данным, в 2006 году не смогло получить путёвки 11 400 детей, в 2007 году очередь выросла уже до 18 400. Если учесть, что всего детские сады в городе посещало в 2008 году примерно 40 000 детей, то примерно треть детей Екатеринбурга была лишена возможности получить гарантированное Конституцией РФ и подтверждённое решением Конституционного суда дошкольное образование. Их родители были вынуждены либо не работать и самостоятельно сидеть с детьми, либо отдавать детей в дорогостоящие частные детские сады, в основном не имеющих специального помещения и располагающихся в обычной квартире жилого дома, что автоматически лишает их права официально заниматься предпринимательской деятельностью и фактически ставит их вне закона.
По признанию Е. Умниковой (главы управления образования города) свободных помещений, которые можно было бы официально сдать в аренду частным детсадам, в городе просто нет.
Такая ситуация (а некоторые родители детей называют её катастрофической) способствовала развитию коррупции в сфере дошкольного образования. Поскольку попасть в детский сад законным путём нельготникам стало очень трудно, то родители соглашаются на любые «добровольные взносы», лишь бы пристроить ребёнка в детсад.
Согласно официальному «Прогнозу социально-экономического развития Екатеринбурга на 2009—2011 годы» несмотря на все действия администрации очередь не сократится ниже уровня 2007 года как минимум до 2011 года.
По разным оценкам в 2008 году в Екатеринбурге действовало от 268 до примерно 350 детских садов, то есть за годы правления А. М. Чернецкого была закрыта почти половина детских садов.
Несколько тысяч жителей Екатеринбурга неоднократно писали коллективные письма президентам Владимиру Путину и Дмитрию Медведеву, губернатору области Эдуарду Росселю, мэру Екатеринбурга Аркадию Чернецкому, другим руководителям федерального, областного и городского уровней о нарушении конституционного права их детей на дошкольное образование, но заметного эффекта это не дало, очередь продолжила расти (в 2004 году 8000 детей, в 2006 году — 11400, в 2007 году — 18 400, в 2008 году — 20 000 (прогноз от ноября 2008 года)).
Также некоторые родители писали обращения в прокуратуру, некоторым из них путёвки были выданы в досудебном порядке.
По заявлениям властей, в Екатеринбурге была разработана программа, по которой за период 2009—2011 годов путём строительства новых садов, реконструкции ранее перепрофилированных и ремонта действующих будет добавлено около 6000 дополнительных мест в детских садах. Даже с учётом новых мест очередь в 2009 году прогнозируется в размере 19 000 детей.

### Школьное образование
Управление образование горадминистрации много лет финансировало скандально известный центр «Холис», который разработал для школ программу профилактики зависимостей. Наряду с алкоголем, табаком и прочими наркотическими веществами, программа рассматривала как зависимость религии, что и вызвало яростное противодействие со стороны людей, причастных к церкви. В результате центр «Холис» был закрыт.

### Культура и сфера развлечений
В Екатеринбурге была расширена библиотечная сеть, сеть кинотеатров, были открыты новые театры, в том числе муниципальный Камерный театр. По утверждению администрации Екатеринбурга, обновлённый Екатеринбургский зоопарк «по праву считается одним из лучших в России».

### Жильё
В конце 1990-х годов в Екатеринбурге были применены новые схемы финансирования строительства жилья, доступные для основных категорий жителей города.
В сентябре 2007 года Екатеринбург вышел по показателю цен на недвижимость на третье место в стране со значением цены в 2520 долларов за квадратный метр (после Москвы (5051) и Санкт-Петербурга (2929)). В находящемся всего в 200 километрах от Екатеринбурга таком же городе-миллионнике Челябинске средняя цена составила 1501 доллар.

#### Точечная застройка
Под руководством Чернецкого власти города взяли курс на т. н. «точечную застройку», когда десятки новых высотных домов возводятся во дворах уже построенных, сокращая, а порой и просто уничтожая детские площадки, газоны, парковые и иные рекреационные зоны, создавая повышенную нагрузку на изношенные коммуникации, так как отдельных, новых коммуникаций к этим домам не подводится. Мнение горожан зачастую игнорируется, как было в случаях со строительством новых зданий вблизи домов по Баумана, 1, Белинского, 135, Цвиллинга, 20, нескольких домов по пер. Асбестовскому, и др. Другим жителям города приходится доходить до суда, чтобы оспорить незаконные решения городской администрации на постройку высотных зданий. Так, 15 апреля 2008 года Федеральный Арбитражный суд Уральского округа подтвердил незаконность действий администрации в части отвода земельного участка и установлению правил застройки на Вознесенской горке. Депутат городской думы Максим Петлин направил запрос в Прокуратуру о признании недействительным договора между ЖСК «Чкаловский» и городской администрацией как противоречащего требованиям Земельного кодекса Российской Федерации при строительстве вблизи домов по ул. Бардина. Пренебрежение городских властей привело к целому ряду акций протеста, а затем к митингу горожан перед зданием городской администрации 6 октября 2008, с плакатами «ЧАМ! Прекрати беспредел или гори в аду!», «Оставьте нам воздух — требуем прекратить произвол власти!», причем первоначально власти города отказывались давать разрешение на проведение митинга.

### Уничтожение городских парков и иных зелёных зон
В годы руководства городом Чернецкого, происходит вырубка зелёных насаждений и сокращение площади городских парков, садов, скверов и аллей. Городская Администрация дала согласие на вырубку зелёных насаждений и сокращений парков, в том числе:
- Парк на ул. Ясной (бывш. Парк 50-летия ВЛКСМ), где были выделены два землеотвода под религиозные сооружения, в результате площадь парка сократилась, религиозные сооружения продолжают расширять свои территории, вырубая новые деревья. В парке выделен ещё один земельный участок для гостинично-офисного центра. С администрацией города Екатеринбурга достигнуто соглашение об использовании парка в интересах будущего комплекса[37].
- Парк на ул. Ясной (бывш. Парк 50-летия ВЛКСМ) продолжение. Дополнительно, в 2009 году, постановлением 1262 от 15.04.2009 в парке выделено два участка под строительство «культурно просветительского учреждения»[38]. Для переноса «Школы юннатов» из парка «Зелёная роща», для строительства элитного жилья «Антарес». Выделение земли произведено без согласия жителей района. Строительство должно было начаться в 2012 году, но после серии публичных акций в защиту «Собачьего парка» строительство временно приостановлено[39].
- Основинский парк, треть которого уничтожена, на месте выстроен огромный торговый центр «Парк-хаус».
- Парк Зелёная Роща, где вопреки протестам жителей близлежащих домов и действиям депутатов Государственной Думы[6], ведется строительство двух 24-этажных домов.
- Парк на пл. Коммунаров с памятником Уральским Коммунарам — где практически решен вопрос об уничтожении парка и циничного надругательства над стелой на могиле уральских коммунаров, ради продления проспекта Ленина и строительства высотных домов «Стражи Урала»[10].
- Парк за Дворцом молодёжи, где был выстроен 10-этажный дом по ул. Хомякова, 17, существенно расширена территория прилегающего Верх-Исетского РУВД.
- Реконструкция Верх-Исетского бульвара, ул. Пушкина и др., с полной вырубкой всех «старых» деревьев привела к тому, что старые деревья заменены новыми лишь частично, эти улицы, до реконструкции утопавшие в зелени, стали пустынными.

В декабре 2008 года 50 известных деятелей культуры написали открытое письмо Аркадию Чернецкому, Эдуарду Росселю, депутатам городской Думы Екатеринбурга и представителям общественной палаты Екатеринбурга. В письме выражалось несогласие с градостроительной политикой в Екатеринбурге и обращалось внимание на разрушение исторического центра города, точечную застройку и другие проблемы. В числе подписавших письмо были заслуженный художник РФ Виталий Волович, заслуженный деятель искусств Российской Федерации драматург Николай Коляда, кинорежиссёр Владимир Макеранец, председатель Екатеринбургского отделения Союза художников РФ Сергей Айнутдинов, писатель и краевед Майя Никулина, председатель Свердловского отделения Союза писателей России Юрий Казарин, художник Миша Брусиловский, скульптор Андрей Антонов, декан факультета искусствоведения УрГУ Тамара Галеева.

### Уничтожение памятников архитектуры, исторического лица города
В городе периодически происходит снос исторических зданий, памятников архитектуры и культуры (к 2009 снесены практически все здания по ул. Октябрьской и Февральской Революции и др.). Возведение в центре Екатеринбурга зданий повышенной этажности из стекла и бетона мало соотносится со старой застройкой, в результате город постепенно утрачивает историческое лицо, связь времен. В годы руководства городом Чернецким происходила массированная, интенсивная застройка ул. Р.Люксембург — последней улицы центра Екатеринбурга, которая ранее сохраняла исторический стиль и атмосферу старого Екатеринбурга. Скандал произошёл после сноса усадьбы Фальковского, которая числится в реестре архитектурных памятников, снесено Здание земской школы на Вознесенской горке и целый ряд других.
Наконец, в апреле 2009 года на одной из центральных площадей за одну ночь был снесён дом горного землемера Ярутина (объект культурного наследия), мешавший организации парковки у 3-й очереди торгового комплекса Антей. Это вызвало протестные публикации (в которых в том числе выяснилась возможность уничтожения дома благодаря Постановлению Чернецкого № 4260-р от 12.12.2005), вплоть до центрального «Первого канала». 6 мая 2009 екатеринбуржцы, в числе которых были известные музыканты групп «Чайф» и «Смысловые галлюцинации», высказывали протест против уничтожения старинных зданий, организовав «поминки по старому Екатеринбургу». Акция музыкантов была запрещена администрацией города.
Министерство культуры Свердловской области сообщает о том, что исторические и архитектурные памятники сносят каждый год.

### Законотворческая деятельность
По утверждению администрации Екатеринбурга, Чернецкий «внёс значительный вклад в формирование законодательной и нормативно-правовой базы местного самоуправления в Екатеринбурге, Свердловской области и России в целом. Глава Екатеринбурга выступил одним из инициаторов и участников разработки и принятия Устава города Екатеринбурга, ряда значимых областных законов».

### Дорожная ситуация
За 18 лет руководства городом Чернецким была сдана лишь одна крупная дорожная развязка в районе улиц Бебеля и Технической. В 2008 начато строительство двух других, по ул. С. Дерябиной-Репина и Ясной-Московской, однако и это строительство оказалось непродуманным, так как две развязки, возводимые в прилегающих друг к другу районах, практически не оставляют возможности объезда строительства, что резко ухудшило и без того напряжённую ситуацию с пробками. В остальном городская администрация ограничивается лишь полумерами (частично вводится одностороннее движения, делаются попытки реорганизовать работу светофоров и т. п.). В результате город, занимающий, по данным на сентябрь 2008, 11-е место (около 525 тысяч автомобилей) по количеству автомобилей на душу населения среди городов России, оказался в исключительно сложной дорожной ситуации, поражен автомобильными пробками. На проезд из прилегающих районов к центру горожане тратят в часы пик по несколько часов. Некоторые улицы (напр. ул. Малышева) в часы пик практически полностью парализованы пробками.
В 2003 году, перед очередными выборами мэра, был спешно построен один пролёт якобы будущей развязки около концерна «Калина». В последующих попытках городской администрации построить эту развязку фондом Роспил были обнаружены нарушения, приведшие к отмене конкурса.

## Выборы губернатора Свердловской области (1999)
В 1999 году Аркадий Чернецкий баллотировался на пост губернатора Свердловской области и считался основным конкурентом действующего губернатора — Эдуарда Росселя. Однако по результатам выборов занял лишь третье место с 15,49 % голосов избирателей (Эдуард Россель получил 38,80 %; лидер движения «Май» Александр Бурков — 18,36 %). По мнению ряда СМИ, Александр Бурков, за фигурой которого стоял политтехнолог и предприниматель Антон Баков, должен был оттягивать у Чернецкого «протестные» голоса избирателей. В следующих выборах губернатора 2003 года Чернецкий не участвовал.
Использование пиарщиками команды Чернецкого национальной карты в предвыборной борьбе (начавшееся с анонимной статьи «Хайль, Россель!») привело к тому, что в ответ в ряде СМИ Чернецкого назвали евреем. Так, газета «Коммерсантъ» отмечала:
Самыми „горячими“ темами предвыборной кампании стали национальная (Россель — немец, Чернецкий — еврей) и „уралмашевская“ (оба фаворита обвинили друг друга в связях с уралмашевской группировкой, при этом сама группировка поддержала действующего губернатора).
 Во время других предвыборных кампаний с участием Чернецкого вопрос его национальности сколько-нибудь широко не обсуждался.
Стоит также отметить, что каких-либо достоверных данных о национальности самого Чернецкого (или же его родителей) не опубликовано, и сам он в своих интервью никогда не затрагивал эту тему.

## Членство в Совете Федерации (2010—2021)
27 октября 2010 года в пленарном заседании Совета Федерации подтверждены полномочия представителя законодательного органа государственной власти Свердловской области в палате российского парламента Аркадия Чернецкого. Аркадий Чернецкий является первым заместителем председателя Комитета Совета Федерации по федеративному устройству, региональной политике, местному самоуправлению и делам Севера Дмитрия Азарова.

## Награды и почётные звания
- Орден Почёта (2000)[4];
- Орден святого благоверного князя Даниила Московского III степени (РПЦ)[56];
- Орден преподобного Сергия Радонежского III степени (РПЦ)[56];
- Почётный гражданин города Екатеринбурга (1999)[4];
- Заслуженный машиностроитель Российской Федерации (1997)[4];
- Орден Александра Невского (2021)[57];
- Орден Дружбы (2015)[58];
- Почётный гражданин Свердловской области (2020) — за выдающиеся достижения в сфере социально-экономического развития Свердловской области[59].

### Интервью
- Аркадий Чернецкий (программа «Лицом к лицу») // Радио Свобода, 25 апреля 2004